# پینگره ۱۲۷۱۹
سیارک ۱۲۷۱۹ (به انگلیسی: 12719 Pingre، نامگذاری:1991LP2) دوازده هزار و هفتصد و نوزدهمین سیارک کشف شده‌است که در ۶ ژوئن ۱۹۹۱ کشف شد.
قدر مطلق سیارک برابر ۱۶.۲ است.